# Anoplotettix kurdicus
Anoplotettix kurdicus är en insektsart som beskrevs av Adolf Remane 1966. Anoplotettix kurdicus ingår i släktet Anoplotettix och familjen dvärgstritar. Inga underarter finns listade i Catalogue of Life.